# Breathe (песня Тейлор Свифт)
«Breathe» (с англ. — «Дыши») — песня американской певицы Тейлор Свифт при участии Колби Кэйллат, вышедшая 11 ноября 2008 года в качестве седьмого трека с её второго студийного альбома Fearless (2008). Спродюсированная Свифт и Нейтаном Чапманом, песня исполняется на акустической гитаре и мандолине и включает в себя фортепиано и скрипку. Лирически песня «Breathe» посвящена сердечной боли и потере близкой дружбы, хотя некоторые критики интерпретировали её как песню о расставании.
Песня получила положительные отзывы современных музыкальных критиков. В 2010 году песня «Breathe» была номинирована на Премию «Грэмми» за лучшее совместное вокальное поп-исполнение. Песня заняла 87-е место в Billboard Hot 100 и получила золотой сертификат Американской ассоциации звукозаписывающих компаний (RIAA). Свифт впервые исполнила песню вживую в Майами-Гарденс, штат Флорида, в рамках тура Reputation Stadium Tour, а также 10 июня 2023 года в Форд Филд в Детройте во время Eras Tour.
Свифт и Кэйллат выпустили перезаписанную версию «Breathe (Taylor’s Version)» в рамках ее альбома Fearless (Taylor’s Version), перезаписанного в 2021 году. Перезаписанная версия вошла в чарты Canadian Hot 100 и Billboard Global 200.

## История
Свифт очень понравился дебютный альбом Кэйллат 2007 года Coco. Свифт объяснила: «Когда он вышел, я влюбилась в то, как она делает музыку». Позже Свифт связалась со своим менеджментом и спросила, может ли она написать песню с Кэйллат. Они подтвердили, что Кэйллат будет свободна из-за предстоящего концерта в Нэшвилле, штат Теннесси, и у нее был выходной, когда она могла встретиться со Свифт. По словам Свифт, песня «Breathe» о том, что ей приходится расставаться с кем-то, но при этом никого не винить. Свифт считала, что этот сценарий — один из самых сложных для прощания, «когда никто не виноват. Это просто должно закончиться». Свифт объяснила: «Это была полная терапия, потому что я пришла и сказала: „Один из моих лучших друзей, с которым мне придется больше не видеться, и он не будет частью того, что я делаю“. Это самое тяжелое, через что можно пройти. Это безумие, когда слушаешь песню, потому что можно подумать, что она об отношениях, а на самом деле она о потере друга и разрыве отношений». Кэйллат и Свифт сказали, что одна из прелестей песни в том, что многие люди смогут отнестись к ней, потому что в ней никогда не говорится конкретно, почему происходит расставание или по чьей вине оно произошло. Кэйллат сказала в интервью, что Свифт «писала о том, что она переживала с членом группы в то время, и она изливала свое сердце об этом».

## Композиция
«Breathe» это кантри-поп баллада продолжительностью четыре минуты двадцать одна секунда. Она написана в темпе 72 удара в минуту в ключе D-бемоль мажор, а вокал певиц охватывает одну октаву, в диапазоне от G3 до B4. Инструментарий песни в основном основан на акустической гитаре, фортепиано и скрипка обеспечивают аккомпанемент.

## Отзывы
Композиция получила положительные отзывы критиков и обозревателей: Кен Такер из журнала Billboard («песня о неудачной любви…», «подходит женщинам разных возрастных групп»), Гэри Траст, также из Billboard («Эта баллада, возможно, вместе с другими потенциальными синглами, такими как „You're Not Sorry“ и „Forever & Always“, могла бы сохранить череду громких успехов Свифта в 2011 году»). Джонатан Киф из журнала Slant Magazine посчитал, что Свифт следовало выбрать другого соавтора, поскольку, по его мнению, Кайллат была инертна. Тейлор Уэзерби из Billboard посчитал песню седьмой лучшей совместной работой Свифт из всех её коллабораций на тот момент. Уэзерби добавил про вокал Свифт, сказав, что «у нее прекрасный голос, который практически может спеть вам во сне». Он продолжил, описав голос Кэйллат как «плавный и мягкий». В заключение он сказал: «Возможно, это самая успокаивающая песня о расставании всех времен».

## Награды и номинации
«Breathe» была одной из двух песен с участием Кэйллат, которые были номинированы на премию Премию «Грэмми» за лучшее совместное вокальное поп-исполнение в 2010 году, другой была «Lucky» от Jason Mraz, получившая награду.
| Год  | Организация   | Награда                                                       | Результат | Ссылка |
| ---- | ------------- | ------------------------------------------------------------- | --------- | ------ |
| 2010 | Grammy Awards | Премия «Грэмми» за лучшее совместное вокальное поп-исполнение | Номинация | [ 15 ] |

## Коммерческий успех
На неделе, закончившейся 29 ноября 2008 года, «Breathe» дебютировал и занял 87-е место в Billboard Hot 100, проведя в нём одну неделю. Его появление вместе с шестью другими песнями в чарте позволило поделить рекорд с Ханной Монтаной (Майли Сайрус) по наибольшему числу песен в чарте Billboard Hot 100 за ту же неделю. Позднее этот рекорд побила сама же Свифт с 11 песнями в 2010 году. Кроме того, это была одна из шести дебютных песен, которые снова поделили рекорд с Сайрус, став самым большим количеством дебютов в чартах на той же неделе. В 2014 году песня получила золотой сертификат Recording Industry Association of America (RIAA).

## Чарты
| Чарт (2008)             | Высшая позиция |
| ----------------------- | -------------- |
| США (Billboard Hot 100) | 87             |

| Чарт (2021)                            | ! Высшая позиция |
| -------------------------------------- | ---------------- |
| Канада (Billboard Canadian Hot 100)    | 78               |
| Мир (Billboard Global 200)             | 133              |
| США (Billboard Bubbling Under Hot 100) | 8                |
| США (Billboard Hot Country Songs)      | 34               |

## Сертификации
| Регион | Сертификация | Продажи |
| --- | ------------ | ------- |
| США (RIAA) | Золотой      | 500 000 |
| * Данные о продажах приведены только на основе сертификации. ^ Данные о тиражах приведены только на основе сертификации. |              |         |